# Eliot Salt
Eliot Salt, née le 18 janvier 1994 à Stockport (Grand Manchester), est une actrice et metteuse en scène britannique. Elle est connue pour ses rôles d'Evelyn dans Intelligence (2020), Joanna dans Normal People (2020) et Terra dans Destin : La Saga Winx (2021).

## Filmographie

### Télévision
- 2019 : GameFace : Frances (4 épisodes)
- 2020 – 2021 : Intelligence : Evelyn (12 épisodes)
- 2020 : Normal People : Joanna (6 épisodes)
- 2021 - 2022 : Destin: La saga Winx : Terra Harvey (14 épisodes)
- 2021 : Dalgliesh : Madeleine Goodale (2 épisodes)

### Théâtre
- 2014 : Low Tide in Glass Bay : Bronnie
- 2014 : Changing Partners
- 2015 : Get Your Shit Together : Marguerite
- 2015 : In Other Words : personnages divers
- 2016 : PreDrinks / AfterParty : Ally
- 2016 : Pulling Out : Caitlin
- 2017 : Third Wheel : Polly